# Grönvitt nässelfly
Grönvitt nässelfly, Abrostola tripartita, är en fjärilsart som beskrevs av Johann Siegfried Hüfnagel 1767. Grönvitt nässelfly ingår i släktet Abrostola och familjen nattflyn. Arten är reproducerande i Sverige. Inga underarter finns listade i Catalogue of Life.

## Bildgalleri

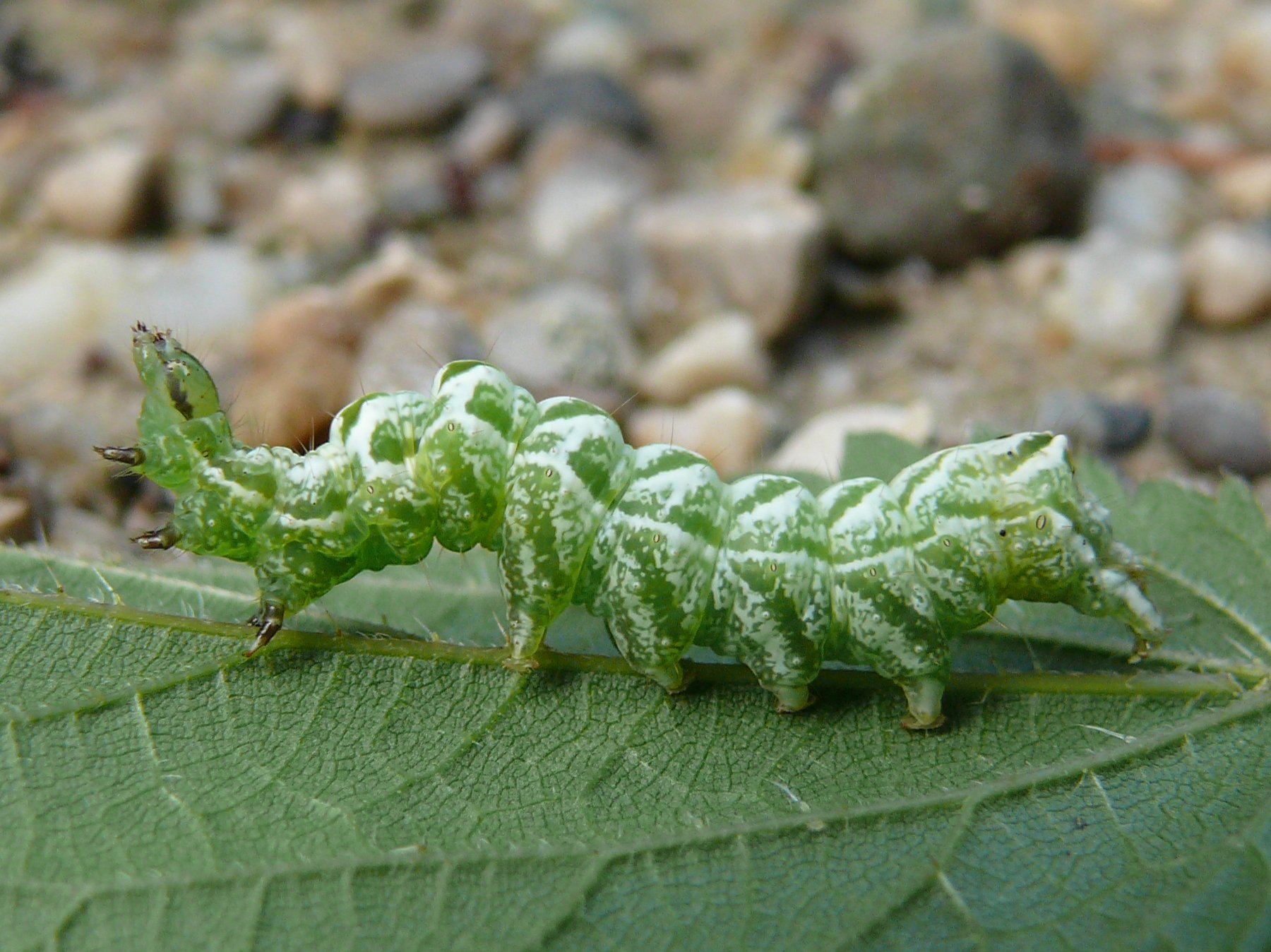
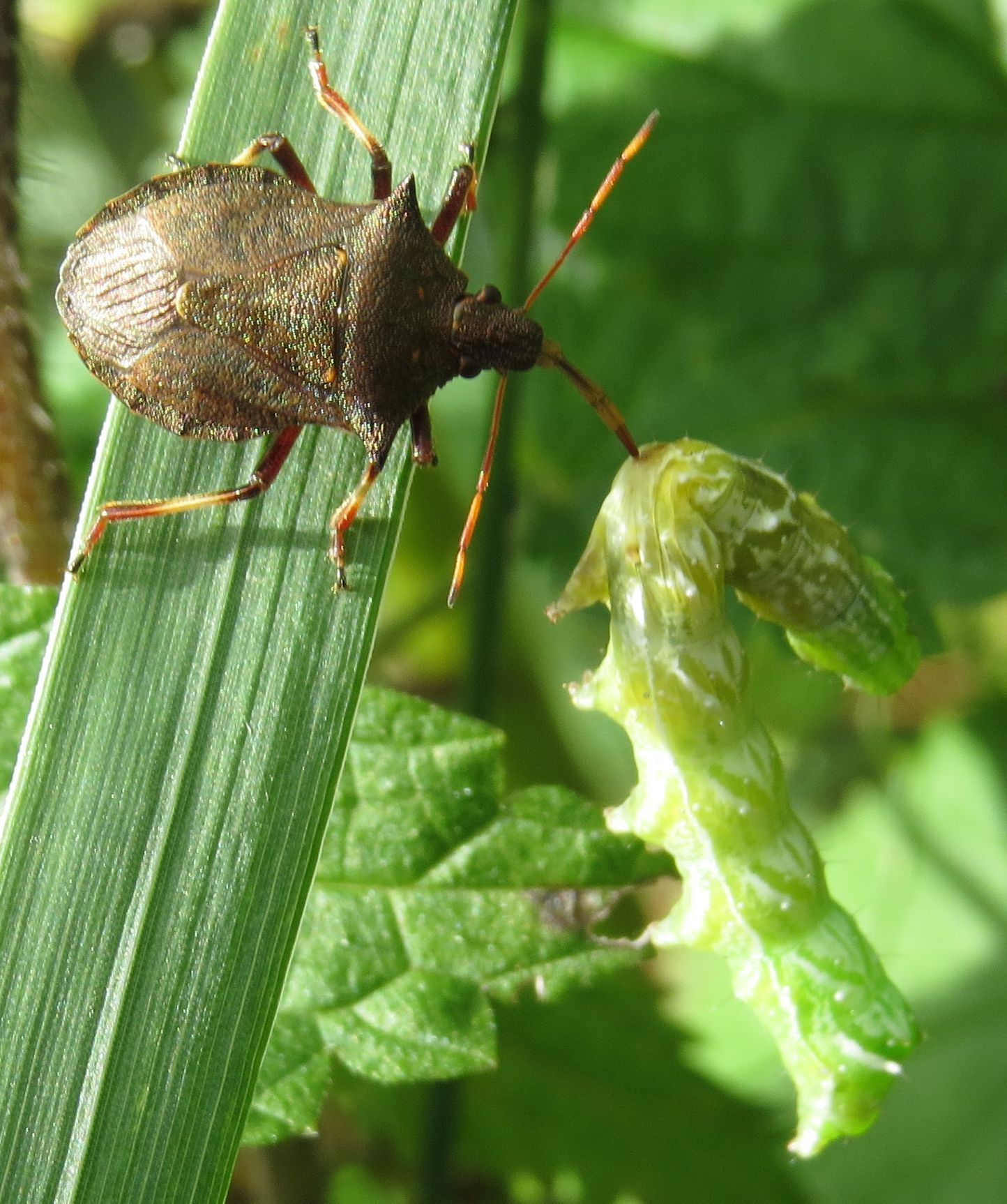
Larven av Abrostola tripartita attackerad av Picromerus bidens
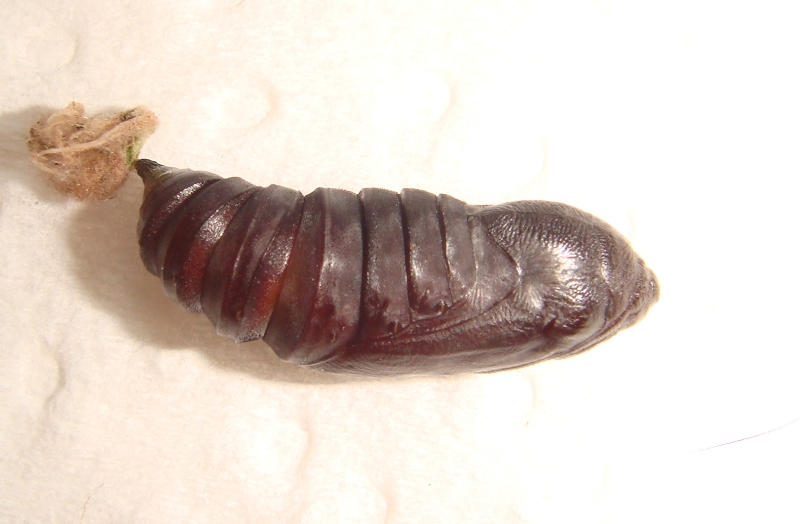
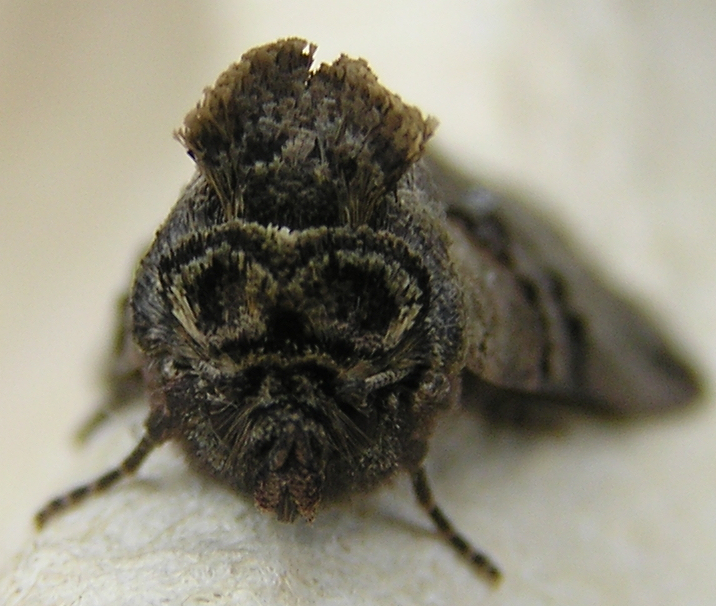
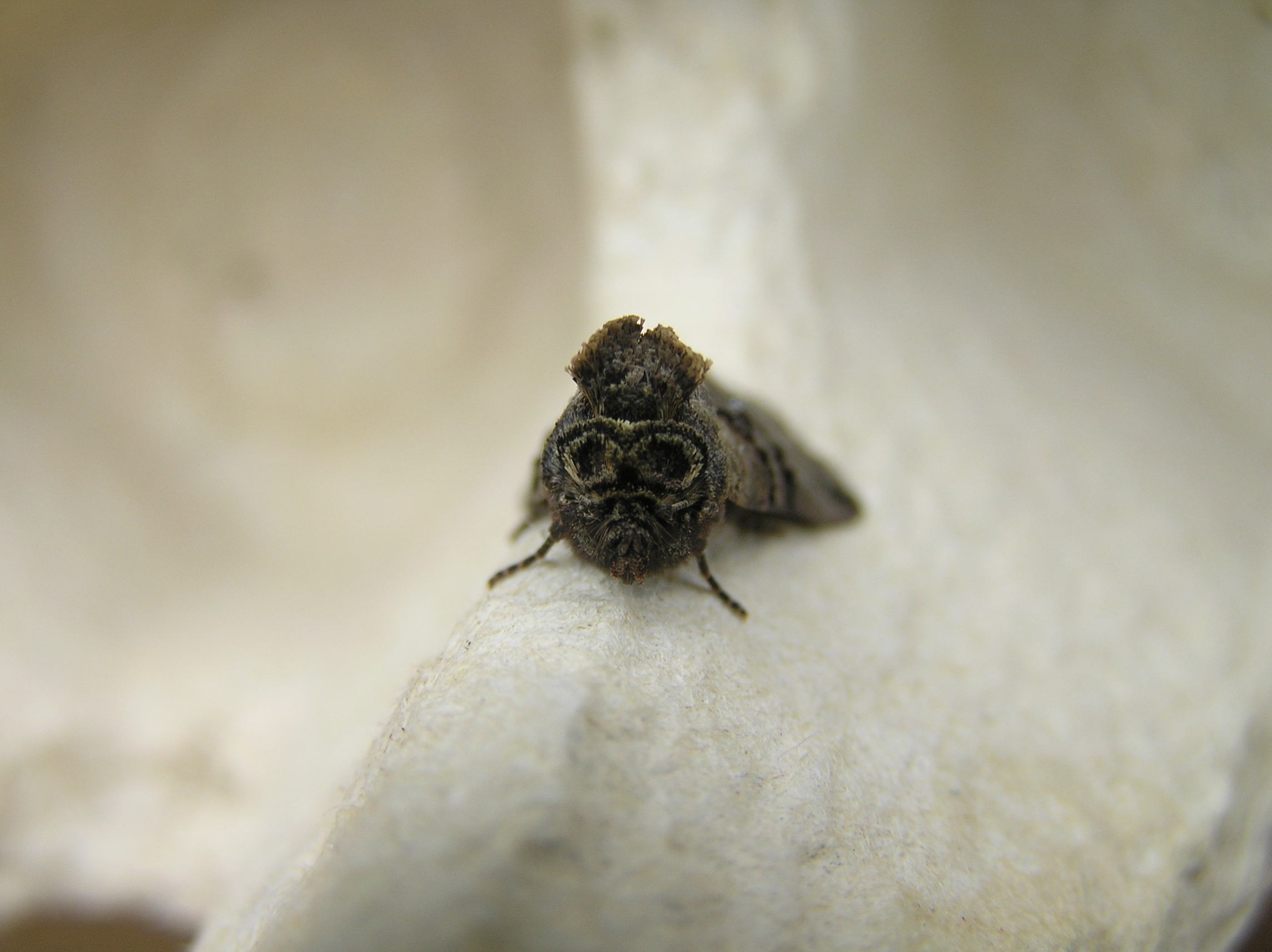